# Unity (Saskatchewan)
Pour les articles homonymes, voir Unity.
Unity est une ville de la Saskatchewan au Canada.

## Géographie
La localité de Unity est située dans l'ouest de la province de Saskatchewan, à 200 km au ouest-nord-ouest de la ville de Saskatoon.

## Démographie
| 2016  | 2021  |
| ----- | ----- |
| 2 573 | 2 496 |

## Personnalités
- Boyd Gordon (1983-) : joueur de hockey sur glace né à Unity.